# Jean Nicolas (missionario)
Jean Nicolas, nome religioso Judicaël Nicolas (Morlaix, 2 novembre 1901 – Bordeaux, 13 febbraio 1984), appartenente all'Ordine degli Agostiniani dell'Assunzione.

## Biografia
Entrò nel noviziato degli Assunzionisti col nome di Fr. Judicaël a Lovanio nel 1919. Dopo lo svolgimento del servizio militare, perfezionò i suoi studi in Bulgaria e in Belgio e fu ordinato sacerdote il 20 aprile 1930; in quegli anni, oltre ad imparare la lingua bulgara, apprese e sviluppò le arti del mosaico bizantino e della miniatura.
Svolse il suo apostolato in Romania dal 1930 fino al 1943, quando fu inviato in Ucraina presso la parrocchia di S. Pietro ad Odessa, insieme al missionario italiano gesuita P. Pietro Leoni.
Nel 1944, nonostante l'evacuazione del clero cattolico per le persecuzioni religiose, rimase ad Odessa con p. Leoni.
Fu arrestato dalla polizia politica sovietica nell'aprile 1945, per essere internato alla Lubjanka. 
Il 13 settembre 1945 fu condannato a 8 anni di lavori forzati; fu ristretto nella prigione di Butyrki e nei gulag di Karaganda in Kazakistan e Vorkuta.
Scarcerato nel 1953, fu condannato al confino a Vorkuta, Pot’ma e Syktyvkar.
Il 22 giugno 1954, con l'intervento delle autorità diplomatiche francesi, fece rientro in Francia.
Nel 1958 ha pubblicato un libro di memorie sul periodo di detenzione nel gulag, che all'epoca costituì una delle prime testimonianze dirette "sui campi di morte in URSS".